# Trachylepis angolensis
Espèce
Synonymes
- Mabuya angolensis Monard, 1937

Trachylepis angolensis est une espèce de sauriens de la famille des Scincidae.

## Répartition
Cette espèce est endémique d'Angola.

## Taxinomie
Le statut de cette espèce n'est pas clair.

## Étymologie
Son nom d'espèce, composé de angol et du suffixe latin -ensis, « qui vit dans, qui habite », lui a été donné en référence au lieu de sa découverte, l'Angola.

## Publication originale
- Monard, 1937 : Contribution à l'herpétologie d'Angola. Arquivo Histórico do Museu Bocage, Lisbon, vol. 8, p. 19-153.